# Studiotorino
Studiotorino è un’azienda specializzata nella progettazione e nella modifica artigianale di auto sportive fuoriserie prodotte da altre case automobilistiche. È stata fondata il 1º gennaio 2005 da Alfredo e Maria Paola Stola con il contributo di Marco Goffi.
L’azienda, seppur giovane, con Alfredo Stola rappresenta una parte importante della storia e tradizione dei carrozzieri italiani. Il nonno Alfredo fondò nel 1919 la storica modelleria Alfredo Stola & figli, che già ai tempi per i suoi prodotti di qualità ricevette la stima personale di Vincenzo Lancia. In seguito la Stola collaborò a lungo con la Lancia e con le maggiori case automobilistiche italiane ed estere.

## Modelli

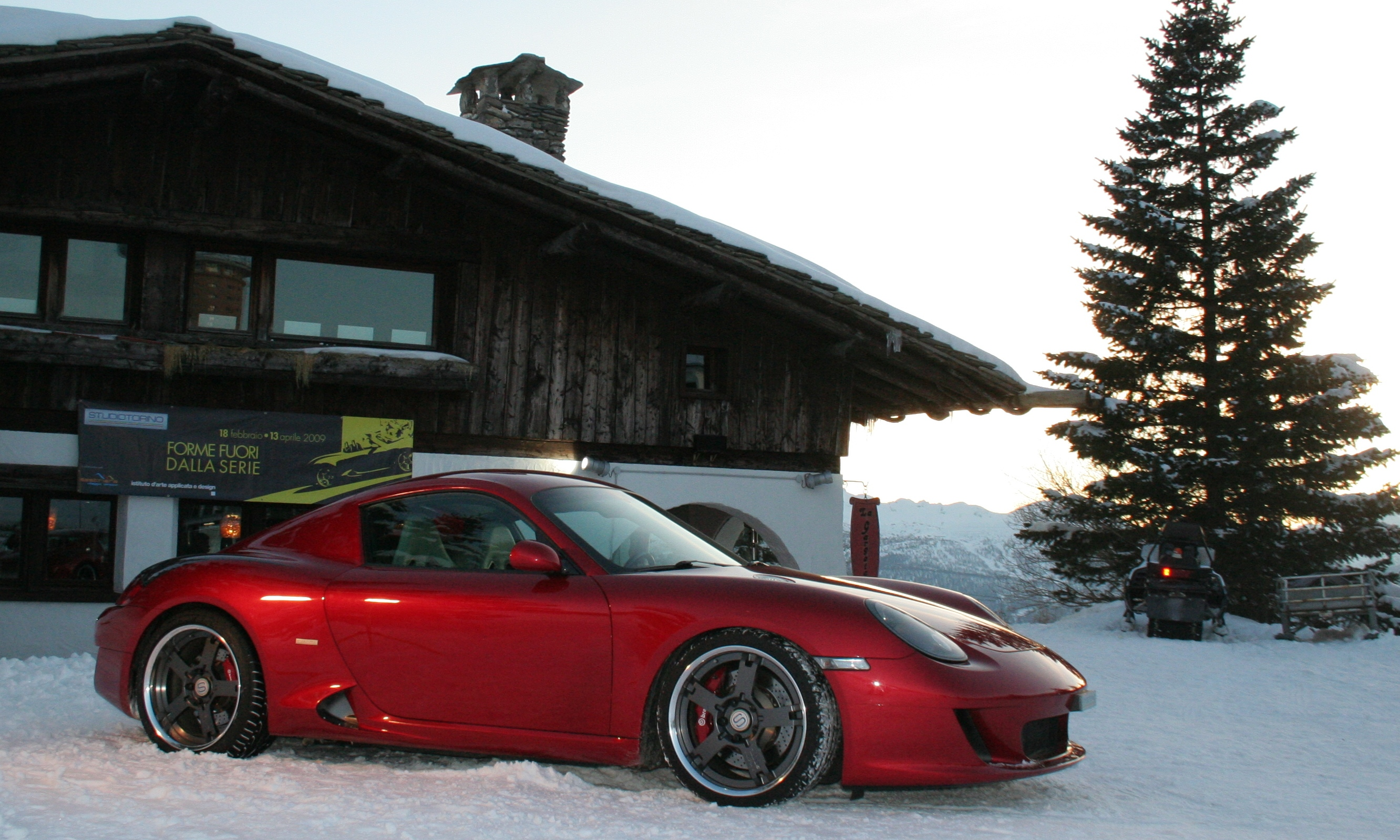
RUF RK Coupé

- RUF Studiotorino RK Spyder, auto fuoriserie in edizione limitata
- RUF Studiotorino RK Coupe, auto fuoriserie in edizione limitata
- RUF Studiotorino R Coupe, auto fuoriserie in edizione limitata
- Cinqueporte, modello in scala 1/4 su base Maserati Quattroporte presentato l'8 febbraio 2008 a Roma alla manifestazione "Scrigno, tesori d'Italia".[2]
- 500 Diabolika, personalizzazione di Fiat 500 in edizione limitata presentata a Torino il 12 settembre 2008
- CoupèTorino, modello in scala 1/4 su base Mercedes SL presentato il 12 dicembre 2008 in occasione di "Torino capitale mondiale del Design 2008".
- Gazal 1, collaborazione nel “design” con King Saud University e Magna Steyr Italia per la realizzazione di un fuoristrada interamente progettato in Arabia Saudita, il cui modello è presentato al Salone di Ginevra 2010 2010.[3]
- CoupèTorino MY 2013, nuovo concept di stile sviluppato in collaborazione con sei studenti del IAAD di Torino , il modello in scala 1/4 è stato presentato il 27 maggio 2013 presso il Design Center della Mercedes Benz di Como[4]
- Moncenisio, auto fuoriserie in edizione limitata evoluzione della RK Coupé e basata sulla nuova Porsche Cayman S (type 981)[5]
- Collaborazione con la W Motors[6].

## Riconoscimenti
I modelli RK Spyder e RK Coupe hanno vinto il concorso L'auto più bella del mondo nel 2005 e nel 2006 nella categoria auto fuoriserie.